# Adamo

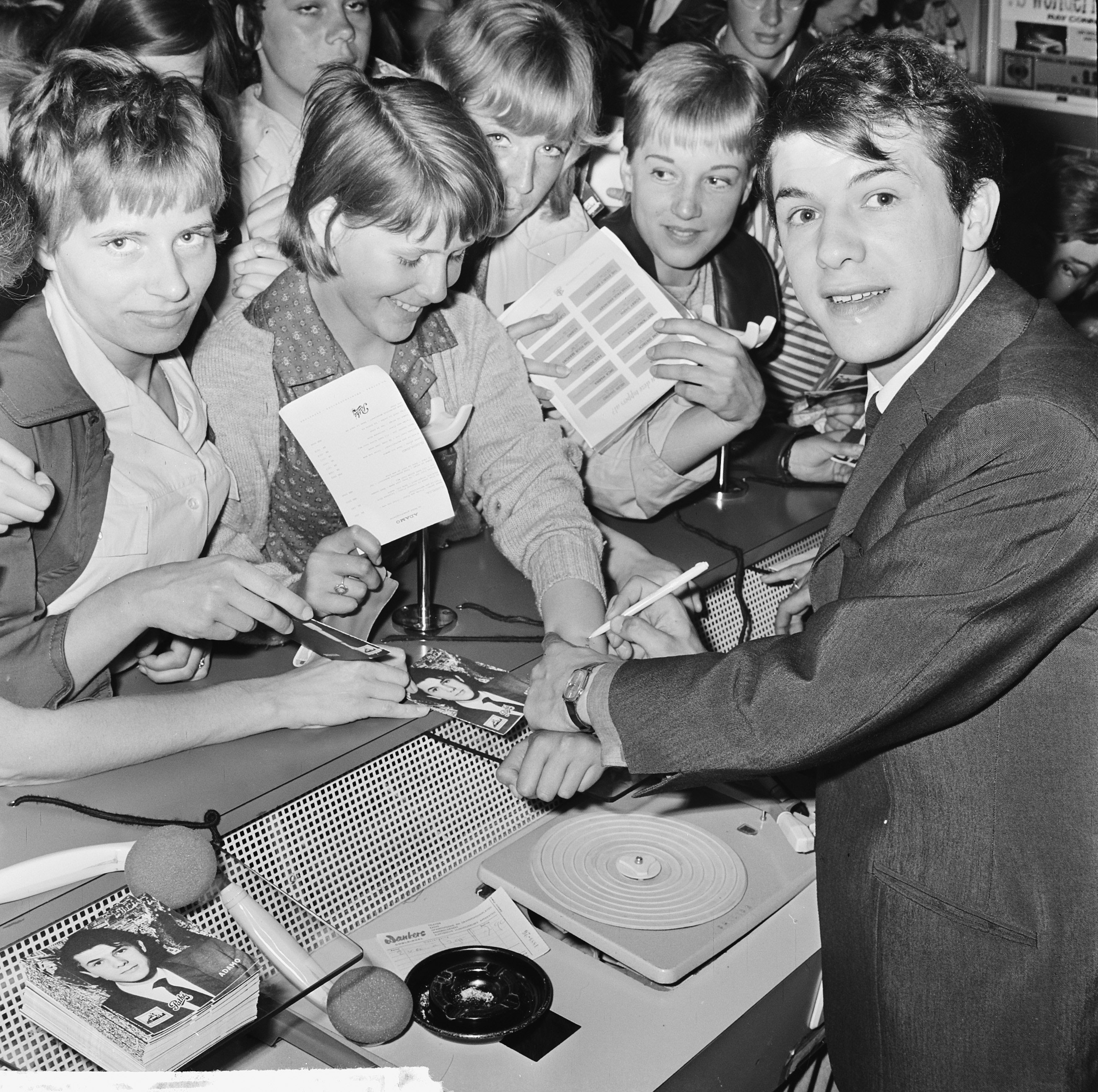

Adamo, artistnamn för Salvatore Adamo, belgisk sångare med italiensk härkomst som föddes 1 november 1943 i Comiso på Sicilien.
Hade på 1960- och 70-talen en lång rad hits på franska och har sålt mer än 100 miljoner album. Genombrottslåten var Sans toi, Mamie (1963). Därefter följde bland annat Tombe la neige, La Nuit, Vous permettez Monsieur? och Inch' Allah. 
Adamo är fortfarande verksam och bor i dag i Belgien.

## Utmärkelser
- Hedersmedborgare i Mons,  23 juni 2002[8]
- Prix de la Pensée Wallonne,  2008
- Victoire d'honneur,  2014
- Kommendör av vallonsk förtjänst,  2015
- Kommendör av Arts et Lettres-orden
- Officer av Hederslegionen
- Officer av Kronorden

[Redigera Wikidata]